# Панайот Славков
Панайот Атанасов Славков е български политик от Народнолибералната партия и първи министър на земеделието.

## Биография
Роден е във Търново през 1846 г. През 1875 г. завършва медицинско училище и Факултета по медицина и фармация в Букурещ. След това работи в аптеката към болницата „Св. Панталеймон“ в Букурещ. Славков дава лекарства и превързочни материали на четата на Христо Ботев. Взема участие в Сръбско-турската война от 1876 г. и Руско-турската война от 1877 – 1878 г. След войната работи в общинската аптека в Търново и Горна Оряховица. От 1893 г. е кмет на Търново. В периода 1892 – 1893 е министър на правосъдието, а след това и министър на земеделието.
Панайот Славков е председател на Петото (1889 – 1890) и Шестото ОНС (1890 – 1892).

## Памет
На Панайот Славков е наречена улица в квартал „Драгалевци“ в София (Карта).